# Meredyth Sparks
Meredyth Sparks (* 1972) je americká výtvarnice, žijící a pracující v Brooklynu.

## Život a dílo
Narodila se v Panama City na Floridě. Studovala na University of Tennessee v Knoxvillu (B.F.A.) a na Hunter College v New Yorku (M.F.A.). Mezi její vzory patří například Bruce Nauman a Rosemarie Trockelová. Vytváří mj. koláže z nalezených fotografií (např. zpěváků Davida Bowieho a Iana Curtise) a sochařské instalace. Pro jednu ze svých prvních výstav, v newyorské galerii Ruperta Goldsworthyho, připravila sérii inkoustových kreseb různých účesů (bez obličeje), které nosil David Bowie. V jiných dílech se inspirovala Frakcí Rudé armády. Měla vlastní výstavy mj. v Galerii Catherine Bastide v Bruselu, Galerii Franka Elbaze v Paříži, Galerii Elizabeth Dee v New Yorku, The Kitchen v New Yorku a v Centro Galego de Arte Contemporánea v Santiagu de Compostela. Její dílo je součástí sbírek Albright-Knox Art Gallery v Buffalu, Muzea amerického umění Whitneyové v New Yorku, Muzea umění ve Filadelfii a Muzea současného umění v Bordeaux.